# اسلیپ‌نات (کمیک)
اسلیپنات (به انگلیسی: Slipknot) با نام اصلی کریستوفر وایس، یک شخصیت خیالی شرور بزرگ در کتاب‌های کامیک آمریکایی منتشر شده توسط دی‌سی کامیکس است. این شخصیت توسط نویسندگان جوی کاوالیئری و جری کانوی و طراح رافائل کایانان خلق شده است که برای اولین بار در شمارهٔ ۲۸ خشم فایراستور (اکتبر ۱۹۸۴) معرفی شد.
آدام بیچ نقش شخصیت اسلیپنات را در فیلم جوخه خودکشی (۲۰۱۶) ایفا کرده است.